# Environment Park
L'Environment Park (o, in breve, EnviPark) è il parco scientifico e tecnologico per l'ambiente di Torino. Il parco è nato da una grande opera di riqualificazione urbana, sorge sulle aree ex-Teksid (oltre 30.000 metri quadrati), appena a sud di una parte del Parco Dora (nel quartiere San Donato) ed è stato realizzato tra il 1997 ed il 2000 su progetto di Emilio Ambasz, Benedetto Camerana e Giovanni Durbiano, attraverso finanziamenti dell'Unione europea.
La struttura ospita circa 70 aziende dedicate all’innovazione tecnologica e dispone di propri laboratori per supportare la aziende attraverso un'innovazione rispettosa delle esigenze ambientali.

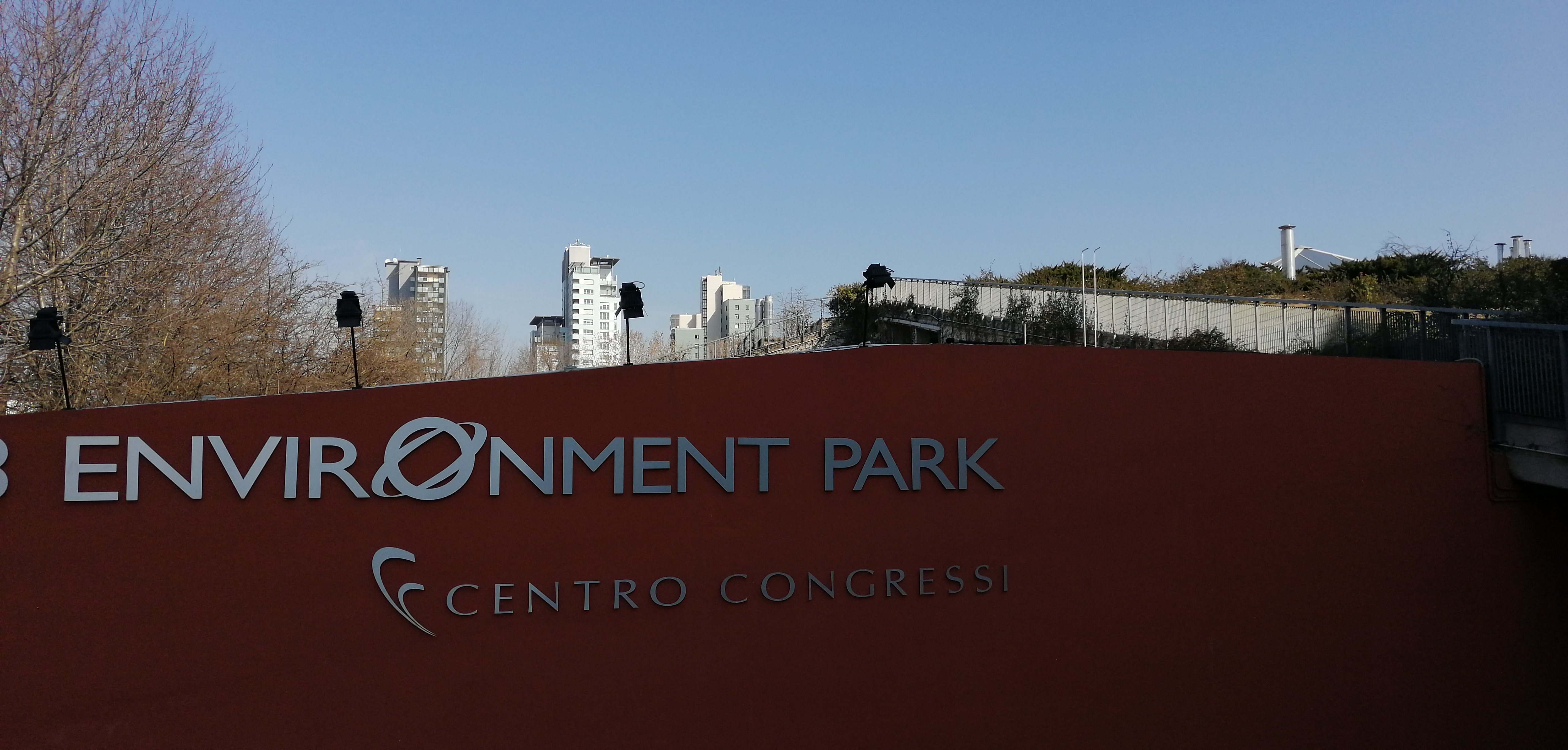
Un passaggio del parco, su Via Livorno

Centro di competenza piemontese,  Environment Park è soggetto gestore di Clever, uno dei 7 Poli di Innovazione della Regione Piemonte che opera nell'ambito Energy and Clean Technologies.